# نقيل العقإب (العدين)

تعديل مصدري - تعديل

نقيل العقاب محلة تابعة لقرية المراكب، التابعة لعزلة خباز بمديرية العدين إحدى مديريات محافظة إب في الجمهورية اليمنية.، بلغ تعداد سكانها 240 حسب تعداد اليمن لعام 2004.